# قائمة الزواحف والبرمائيات في الأردن
تشمل هذه القائمة جميع أنواع الزواحف والبرمائيات المُوثَّقة في دولة الأردن، وهي تتوزَّع على الأقاليم الحيويَّة الأربع المختلفة في البلاد. تشمل هذه الحيوانات العديد من السحالي والأفاعي والسلاحف البحرية، إضافةً إلى نوع واحد من السلاحف البرية، وثلاثة أنواع من الضفادع، ونوعٍ واحدٍ من السمندل. من جهةٍ أخرى، لا تسكن الأردن حالياً أي أنواعٍ من فصيلة التماسيح، رُغم أن تمساح النيل كان يعيش في نهر الأردن بالماضي قبل انقراضه منذ عدَّة مئات من السنين.

## الزواحف

### السحالي

#### فصيلة الوزغة
| الاسم الشائع                  | النوع/السُلالة                | الجنس                | الوضع المحلّي | حالة الانحفاظ العالميَّة |
| ----------------------------- | ---------------------------- | -------------------- | --- | ---------------------- |
| الوزغة الصحراوية العربية      | Bunopus tuberculatus         | الوزغة الصخرية       | تعيش في جميع صحارى الأردن. | 7 [ 1 ]                |
| وزغة كوتسشي                   | Cyrtopodion kotschyi         | وزغة كوستشي          | تتواجد في الأردن منها سلالة C. kotschyi orientalis، وهي لا تقطن سوى الإقليم ذي المناخ المتوسطي حول وادي نهر الأردن، وتمثل الأردن النطاق الجنوبي الأقصى لتواجد هذا النوع في العالم. | [ 2 ]                  |
| الوزغة حادة الذيل             | Cyrtopodion scabrum          | سيرتوبوديون          | تعيش في جميع صحارى الأردن. | غير مُهدد               |
| وزغة جبل سيناء                | Hemidactylus mindiae         | الوزغات المنزلية     | لا تعيش إلا في البادية الجنوبية حول وادي رم. | غير مُهدد               |
| الوزغة المنزلية المتوسطية     | Hemidactylus turcicus        | الوزغات المنزلية     | تعيش منها في الأردن سلالة H. turcicus turcicus، وهي تعيش في جميع أنحاء الأردن بكلُّ بيئاتها المختلفة.                                                                                | غير مُهدد               |
| الوزغة الصخرية الإيرانية      | pristurus rupestris          | الوزغة الصخرية       | تعيش في منطقة وادي عربة وبادية الجنوب. | غير مُهدد               |
| الوزغة السينائية مروحية القدم | Ptyodactylus guttatus        | الوزغات مروحية القدم | تعيش في منطقة وادي عربة. | غير مُهدد               |
| الوزغة مروحية القدمين         | Ptyodactylus puiseuxi        | الوزغات مروحية القدم | تتواجد في مُعظم أنحاء العالم العربي، وفي الأردن تعيش في البادية الشرقية وحول وادي الأردن.                                                                                           | غير مُهدد               |
| الوزغة الصفراء مروحية القدمين | Ptyodactylus hasselquistii   | الوزغات مروحية القدم | تعيش في منطقة وادي عربة وبادية الجنوب. | غير مُهدد               |
| وزغة دوريا مشطية الأصابع      | Stenodactylus doriae         | وزغات قصيرة الأصابع  | تعيش في جميع صحارى الأردن. | غير مُهدد               |
| الوزغة الأردنية قصيرة الأصابع | Stenodactylus grandiceps     | وزغات قصيرة الأصابع  | تعيش في البادية الشرقية. | غير مُهدد               |
| وزغة سلفن قصيرة الأصابع       | Stenodactylus slevini        | وزغات قصيرة الأصابع  | تعيش في البادية الشرقية. | غير مُهدد               |
| وزغة لشنتشاين قصير ةالأصابع   | Stenodactylus sthenodactylus | وزغات قصيرة الأصابع  | تعيش في صحراء الجنوب ومنطقة وادي عربة. | غير مُهدد               |
|                               | Tropiocolotes nattereri      | وزغات قزمة           | تعيش في صحراء الجنوب والبادية الشرقية. | غير مُهدد               |

#### فصيلة الضبّ
| الاسم الشائع             | النوع/السُلالة             | الجنس             | الوضع المحلّي | حالة الانحفاظ العالميَّة |
| ------------------------ | ------------------------- | ----------------- | --- | ---------------------- |
| الضب الصخريّ قاسي الذيل   | Stellagama stellio        | الضب المُرقَّع       | يعيش في البادية شرق الأردن وجنوبها، وفي المناطق ذات المناخ المتوسطي. تعيش منه ثلاث سلالاتٍ في الأردن، إحداها متوطِّنة في شرق الأردن وشمال شرقي الجزيرة العربية. | 7 [ 3 ]                |
| الضب العربي علجومي الرأس | Phrynocephalus arabicus   | الضب علجومي الرأس | لا يعيش إلا في البادية جنوب الأردن، قرب الحدود السعودية. | 7                      |
| الضب السينائي            | Pseudotrapelus sinaitus   | الضباء السينائيَّة  | يعيش في جميع صحارى الأردن وفي مُعظم أنحاء البلد، ما عدا الإقليم ذي المناخ المتوسطي في الشمال الغربي (حول غور الأردن).                                         | 7                      |
| الضب الشاحب              | Trapelus pallidus agnetae | ترابيلوس          | يعيش في البادية الشرقية وبمنطقة وادي عربة. | 7                      |
| ضب أوليفير صُلب الحراشف   | Trapelus ruderatus        | ترابيلوس          | تعيش منه سُلالتان في الأردن، هُما T. ruderatus fieldi في الإقليم المتوسطي بالغور، وT. ruderatus ruderatus في البادية الشرقية ووادي عربة.                       | 7                      |
| الضب المصريّ              | Uromastyx aegyptia        | الضبّ              | تتواجد منه في الأردن سُلالة U. aegyptia microlepis والتي تقطن جميع صحارى البلاد.                                                                              | 7                      |